# Christine Haigler
Christine Haigler dite Christy Haigler, née le 5 janvier 1948 à Colorado Springs (Colorado), est une patineuse artistique américaine, double vice-championne des États-Unis en 1963 et 1965.

## Biographie

### Carrière sportive
Christine Haigler est médaillée d'argent aux États-Unis en 1963 et 1965 et médaillée de bronze en 1964. Elle représente son pays à un championnat nord-américain (1963 à Vancouver), trois mondiaux (1963 à Cortina d'Ampezzo, 1964 à Dortmund et 1965 à Colorado Springs) et aux Jeux olympiques d'hiver de 1964 à Innsbruck.
Elle quitte le patinage amateur après les mondiaux de 1965.

### Reconversion
Christine Haigler est diplômé du Cheyenne Mountain High School et du Colorado College.
Elle commence à entraîner à temps partiel à l'âge de 18 ans en tant qu'assistante de Carlo Fassi, puis à plein temps à Colorado Springs. Ses élèves les plus connus sont Patrick Chan (de mi-décembre 2009 à avril 2012), Agnes Zawadzki (de juin 2011 à octobre 2013), Armin Mahbanoozadeh, Angela Wang, Amélie Lacoste et Joshua Farris.
De 1996 à 2002, elle est directrice principale des programmes d'athlètes pour le patinage artistique américain et est membre de la délégation aux Jeux olympiques d'hiver de 2002 à Salt Lake City.

### Famille
Elle est également connue avec le nom de son époux : Christine Krall

## Palmarès
| Compétition                     | 1963 | 1964 | 1965 |
| Jeux olympiques d'hiver         |      | 7e   |      |
| Championnats du monde           | 19e  | 5e   | 4e   |
| Championnats d'Amérique du Nord | 6e   |      | F    |
| Championnats des États-Unis     | 2e   | 3e   | 2e   |
| Légende : F = Forfait           |      |      |      |